# Calau-de-bico-amarelo-oriental
Tockus flavirostris, comummente conhecida como calau-de-bico-amarelo-oriental é uma espécie de calau, ave da família dos Bucerotídeos, capaz de alcançar até cerca de 40 centímetros de comprimento, caracterizando-se pelo seu bico robusto, de cor amarela, e pelas olheiras de cor escura e plumagem principalmente branca, contrastada pela cauda e asas negras, mosqueadas de manchas esbranquiçadas. 

Pode encontrar-se no Djibouti, Eritreia, Etiópia, Quénia, Somália, Sudão, Tanzânia e Uganda.  